# سانفورد كيركباتريك
سانفورد كيركباتريك هو سياسي أمريكي، ولد في 11 فبراير 1842 في لندن في الولايات المتحدة، وتوفي في 13 فبراير 1932 في غرينزبورو في الولايات المتحدة. نشط حزبياً في الحزب الديمقراطي. وقد انتخب عضو مجلس النواب الأمريكي ‏.